# Tetsuta Nagashima
Tetsuta Nagashima (長島 哲太, Nagashima Tetsuta, né le 2 juillet 1992) est un pilote de vitesse moto japonais. Il a été vice-champion du FIM CEV Moto2 European Championship en 2016.

## Statistiques

### Par saison
(Mise à jour après le Grand Prix moto du Portugal 2020)
| Saison | Catégorie | Moto   | Course | Victoire | Podium | Pole | M.Tour | Points | Place |
| ------ | --------- | ------ | ------ | -------- | ------ | ---- | ------ | ------ | ----- |
| 2013   | Moto2     | Motobi | 1      | 0        | 0      | 0    | 0      | 0      | NC    |
| 2014   | Moto2     | TSR    | 11     | 0        | 0      | 0    | 0      | 0      | NC    |
| 2014   | Moto2     | NTS    | 1      | 0        | 0      | 0    | 0      | 0      | NC    |
| 2016   | Moto2     | Kalex  | 2      | 0        | 0      | 0    | 0      | 2      | 32e   |
| 2017   | Moto2     | Kalex  | 18     | 0        | 0      | 0    | 0      | 14     | 26e   |
| 2018   | Moto2     | Kalex  | 17     | 0        | 0      | 0    | 0      | 27     | 20e   |
| 2019   | Moto2     | Kalex  | 19     | 0        | 0      | 1    | 0      | 78     | 14e   |
| 2020   | Moto2     | Kalex  | 15     | 1        | 2      | 0    | 2      | 91     | 8e    |
| Total  |           |        | 84     | 1        | 2      | 1    | 2      | 212    |       |

### Par catégorie
(Mise à jour après le Grand Prix moto du Portugal 2020)
| Catégorie | Saison             | 1er GP   | 1er Podium | 1er victoire | Course | Victoire | Podiums | Pole | M.Tour | Points | Titres |
| --------- | ------------------ | -------- | ---------- | ------------ | ------ | -------- | ------- | ---- | ------ | ------ | ------ |
| Moto2     | 2013-2014;2016-... | JPN 2013 | QAT 2020   | QAT 2020     | 84     | 1        | 2       | 1    | 2      | 212    | 0      |
| Total     | 2013-2014;2016-... |          |            |              | 84     | 1        | 2       | 1    | 2      | 212    | 0      |

### Par année
| Année | Catégorie | Moto   | 1       | 2      | 3      | 4      | 5       | 6       | 7       | 8       | 9       | 10     | 11      | 12      | 13      | 14      | 15     | 16      | 17     | 18      | 19     | Pos | Pts |
| ----- | --------- | ------ | ------- | ------ | ------ | ------ | ------- | ------- | ------- | ------- | ------- | ------ | ------- | ------- | ------- | ------- | ------ | ------- | ------ | ------- | ------ | --- | --- |
| 2013  | Moto2     | Motobi | QAT     | AME    | ESP    | FRA    | ITA     | CAT     | NED     | GER     | IND     | CZE    | GBR     | RSM     | ARA     | MAL     | AUS    | JPN 20  | VAL    |         |        | NC  | 0   |
| 2014  | Moto2     | TSR    | QAT 21  | AME 20 | ARG 31 | SPA 22 | FRA Ab. | ITA 28  | CAT 23  | NED 20  | GER 22  | IND 23 | CZE Ab. | GBR DNS | RSM     | ARA     | JPN    | AUS     | MAL    |         |        | NC  | 0   |
| 2014  | Moto2     | NTS    |         |        |        |        |         |         |         |         |         |        |         |         | RSM     | ARA     | JPN    | AUS     | MAL    | VAL 23  |        | NC  | 0   |
| 2016  | Moto2     | Kalex  | QAT     | ARG    | AME    | ESP    | FRA     | ITA     | CAT     | NED     | GER     | AUT    | CZE     | GBR     | RSM     | ARA 23  | JPN 14 | AUS     | MAL    | VAL     |        | 34e | 2   |
| 2017  | Moto2     | Kalex  | QAT 19  | ARG 19 | AME 19 | ESP 15 | FRA 21  | ITA 24  | CAT 26  | NED 21  | GER 18  | CZE 17 | AUT 12  | GBR 19  | RSM 13  | ARA 18  | JPN 20 | AUS 18  | MAL 10 | VAL 26  |        | 26e | 14  |
| 2018  | Moto2     | Kalex  | QAT 21  | ARG 17 | AME 19 | SPA 13 | FRA 25  | ITA Ab. | CAT 13  | NED DNS | GER Ab. | CZE 16 | AUT 15  | GBR C   | RSM Ab. | ARA 15  | THA 8  | JPN 12  | AUS 13 | MAL Ab. | VAL 12 | 20e | 27  |
| 2019  | Moto2     | Kalex  | QAT Ab. | ARG 12 | AME 12 | SPA 7  | FRA 11  | ITA 14  | CAT 10  | NED 5   | GER 12  | CZE 9  | AUT Ab. | GBR 5   | RSM Ab. | ARA Ab. | THA 15 | JPN Ab. | AUS 10 | MAL 8   | VAL 21 | 14e | 78  |
| 2020  | Moto2     | Kalex  | QAT 1   | SPA 2  | ANC 11 | CZE 11 | AUT Ab. | STY 4   | RSM Ab. | EMR 23  | CAT 12  | FRA 21 | ARA 9   | TER 14  | EUR 12  | VAL 12  | POR 14 |         |        |         |        | 8e  | 91  |

Système d’attribution des points
| Position | 1er | 2e | 3e | 4e | 5e | 6e | 7e | 8e | 9e | 10e | 11e | 12e | 13e | 14e | 15e |
| Points   | 25  | 20 | 16 | 13 | 11 | 10 | 9  | 8  | 7  | 6   | 5   | 4   | 3   | 2   | 1   |

| Couleur | Résultat                     |
| ------- | ---------------------------- |
| Or      | Vainqueur                    |
| Argent  | 2e place                     |
| Bronze  | 3e place                     |
| Vert    | Terminé, dans les points     |
| Bleu    | Terminé, pas dans les points |
| Violet  | Abandon (Ab.) ou (Ret)       |
| Violet  | Non classé (NC)              |
| Rouge   | Pas qualifié (DNQ)           |
| Noir    | Disqualifié (DSQ)            |
| Blanc   | Pas au départ (DNS)          |
| Blanc   | Forfait (WD)                 |
| Blanc   | N'a pas participé (DNP)      |
| Blanc   | Blessé (INJ)                 |
| Blanc   | Exclu (EX)                   |
| Blanc   | Course annulée (C)           |

### Victoire en Moto2: 1
| Année | Lieu du Grand Prix       | Circuit                         | Ville |
| ----- | ------------------------ | ------------------------------- | ----- |
| 2020  | Grand Prix moto du Qatar | Circuit international de Losail | Doha  |